# Laupala paranigra
Laupala paranigra är en insektsart som beskrevs av Otte, D. 1994. Laupala paranigra ingår i släktet Laupala och familjen syrsor. Inga underarter finns listade i Catalogue of Life.